# Bruniquel
Bruniquel är en kommun i departementet Tarn-et-Garonne i regionen Occitanien i södra Frankrike. Kommunen ligger i kantonen Monclar-de-Quercy som tillhör arrondissementet Montauban. År 2022 hade Bruniquel 639 invånare.

## Befolkningsutveckling
Antalet invånare i kommunen Bruniquel
| Referens: INSEE |